# ولسوالی آب‌کمری
آب‌کمری یکی از وُلُسوالی‌های ولایت بادغیس در شمال باختری افغانستان است. جمعیت آن در سال ۱۳۹۸ هجری خورشیدی، ۸۱٬۷۳۷ نفر اعلام شده‌است.
ولسوالی آب‌کمری که در غرب ولایت بادغیس موقعیت دارد. باشندگان آن را قوم هزارهٔ اهل سنت تشکیل می‌دهند. مرکز این ولسوالی قریهٔ سنگ‌آتش ثبت شده و روستاهای مربوط آن را قریه‌جات آب خدایی، الخان، انجیر، دزدنک، کنه قول، خلیفه و پاپل تشکیل داده‌است. قریهٔ آب‌کمری که در جنگلات پستهٔ خویش شهرت به‌خصوص را کسب کرده‌است. سالانه هزاران نفر اعم از باشندگان این ولسوالی، ولسوالی‌های اطراف و نیز سایر ولایات همجوار بادغیس از آن استفاده می‌کنند.